# Чемпионат России по дзюдо 1992
Чемпионат России по дзюдо 1992 года проходил в Балаково с 24 по 27 декабря.

## Медалисты

### Мужчины
| Категория                   | Золото                         | Серебро                      | Бронза                                                          |
| --------------------------- | ------------------------------ | ---------------------------- | --------------------------------------------------------------- |
| Наилегчайший вес (до 60 кг) | Хасан Бисултанов Грозный       | Николай Ожегин Курган        | Тинав Ахмедов Махачкала Ислам Мациев Грозный                    |
| Полулёгкий вес (до 65 кг)   | Сергей Космынин Минусинск      | Дмитрий Трошкин Москва       | Владимир Драчко Московская область Аркадий Кривошеев Красноярск |
| Лёгкий вес (до 71 кг)       | Арсен Айвазян Красноярск       | Вячеслав Шишкин Челябинск    | Сергей Колесников Курган Андрей Игнатенко Челябинск             |
| Полусредний вес (до 78 кг)  | Алексей Тимошкин Волгоград     | Владимир Кондрашов Волгоград | Алексей Шарунов Свердловск Мурат Байкулов Майкоп                |
| Средний вес (до 86 кг)      | Тагир Абдулаев Санкт-Петербург | Александр Сидоров Москва     | Олег Мальцев Лесосибирск Сергей Клишин Московская область       |
| Полутяжёлый вес (до 95 кг)  | Гиви Гаургашвили Челябинск     | Виталий Будюкин Москва       | Владимир Шестаков Рязань Кола Муртузов Москва                   |
| Тяжёлый вес (свыше 95 кг)   | Евгений Печуров Коломна        | Зелимхан Магомадов Грозный   | Владимир Кравчук Красноярск Андрей Мисягин Челябинск            |
| Абсолютная категория        | Зелимхан Магомадов Грозный     | Андрей Мисягин Челябинск     | Шамиль Дарбишев Махачкала Владимир Калинин Пермь                |

### Женщины
| Весовая категория           | Золото                        | Серебро                         | Бронза                                                            |
| --------------------------- | ----------------------------- | ------------------------------- | ----------------------------------------------------------------- |
| Наилегчайший вес (до 48 кг) | Любовь Брулетова Омск         | Елена Полякова Брянск           | Татьяна Кувшинова Дзержинск Оксана Фёдорова Самара                |
| Полулёгкий вес (до 52 кг)   | Галина Жидкова Дзержинск      | Ирина Павленина Пермь           | Марина Ковригина Красноярск Наталья Арановская Майкоп             |
| Лёгкий вес (до 56 кг)       | Ирина Козлова Дзержинск       | Татьяна Миньковская Пермь       | Елена Леверова Санкт-Петербург Элина Новгородцева Санкт-Петербург |
| Полусредний вес (до 61 кг)  | Ирина Афонина Тула            | Татьяна Иванова Санкт-Петербург | Раса Цеханавичюте Дзержинск Татьяна Богомякова Пермь              |
| Средний вес (до 66 кг)      | Елена Котельникова Липецк     | Ольга Матвеева Самара           | Елена Гусева Москва Ирина Фомичёва Брянск                         |
| Полутяжёлый вес (до 72 кг)  | Елена Бесова Санкт-Петербург  | Людмила Климчук Красноярск      | Галина Нестерова Майкоп Ирина Васильева Саратов                   |
| Тяжёлый вес (свыше 72 кг)   | Светлана Гундаренко Челябинск | Ирина Родина Тула               | Виктория Казунина Москва                                          |
| Абсолютная категория        | Виктория Казунина Москва      | Ирина Родина Тула               | Ольга Бондаренко Майкоп Галина Рыбалко Майкоп                     |